# XX Cumbre Iberoamericana
La XX Cumbre Iberoamericana de 2010 fue inaugurada en Mar del Plata, Argentina, entre el 3 de diciembre hasta el 4 de diciembre, el tema principal fue "Educación para la Inclusión Social". La presidenta de Argentina, Cristina Fernández de Kirchner, fue la anfitriona de inaugurar esta Cumbre de Jefes y estados. Se abarcaron varios temas, como la crisis económica que afecta a España y Portugal, así también como la confianza del Gobierno para que María E. Mejía sea elegida secretaria de Unasur y la exposición de Costa Rica por el tema de litigio. En esta Cumbre asistieron los 19 países latinoamericanos miembros de la Cumbre, de Europa, Andorra, España y Portugal, además como miembros asociados y por primera vez Bélgica, Francia, Italia y los Países Bajos, de Asia, las Filipinas y de África, Marruecos, tal como lo habían confirmado anteriormente.

## Países Participantes
Europa
- Andorra
- Bélgica
- España
- Francia
- Italia
- Países Bajos
- Portugal

Asia
- Filipinas

África
- Marruecos

América
- Argentina
- Bolivia
- Brasil
- Chile
- Colombia
- Costa Rica
- Cuba
- Ecuador
- El Salvador
- Guatemala
- Honduras
- México
- Nicaragua
- Panamá
- Paraguay
- Perú
- República Dominicana
- Uruguay
- Venezuela

## Miembros Asistentes
| Miembros de la Cumbre Iberoamericana de Jefes de Estado (JE) y de Gobierno (JG) País anfitrión y líder están indicados en negrita. | Miembros de la Cumbre Iberoamericana de Jefes de Estado (JE) y de Gobierno (JG) País anfitrión y líder están indicados en negrita. | Miembros de la Cumbre Iberoamericana de Jefes de Estado (JE) y de Gobierno (JG) País anfitrión y líder están indicados en negrita. | Miembros de la Cumbre Iberoamericana de Jefes de Estado (JE) y de Gobierno (JG) País anfitrión y líder están indicados en negrita. | Miembros de la Cumbre Iberoamericana de Jefes de Estado (JE) y de Gobierno (JG) País anfitrión y líder están indicados en negrita. | Miembros de la Cumbre Iberoamericana de Jefes de Estado (JE) y de Gobierno (JG) País anfitrión y líder están indicados en negrita. |
| Miembro | Miembro | Representado por | Representado por | Título | Referencias |
| --- | --- | --- | --- | --- | --- |
| Bandera de Andorra | Andorra | Jaume Bartumeu | | Jefe del Gobierno | |
| Bandera de Argentina | Argentina | Cristina Fernández de Kirchner | | Presidenta | |
| Bandera de Bolivia | Bolivia | Álvaro García Linera | | Vicepresidente | |
| Bandera de Brasil | Brasil | Luiz Inácio Lula da Silva | | Presidente | |
| Bandera de Chile | Chile | Sebastián Piñera | | Presidente | |
| Bandera de Colombia | Colombia | Juan Manuel Santos | | Presidente | |
| Bandera de Costa Rica | Costa Rica | Laura Chinchilla | | Presidenta | |
| Bandera de Cuba | Cuba | Bruno Rodríguez | | Canciller | |
| Bandera de Ecuador | Ecuador | Rafael Correa | | Presidente | |
| Bandera de El Salvador | El Salvador | Mauricio Funes | | Presidente | |
| Bandera de España | España | Juan Carlos I | | Rey | |
| | | Trinidad Jiménez | | Canciller | |
| Bandera de Guatemala | Guatemala | Álvaro Colom | | Presidente | |
| Bandera de Honduras | Honduras | Ausente | | | |
| Bandera de México | México | Felipe Calderón | | Presidente | |
| Bandera de Nicaragua | Nicaragua | Ausente | | | |
| Bandera de Panamá | Panamá | Ricardo Martinelli | | Presidente | |
| Bandera de Paraguay | Paraguay | Fernando Lugo | | Presidente | |
| Bandera de Perú | Perú | Ausente | | | |
| Bandera de Portugal | Portugal | Aníbal Cavaco Silva | | Presidente | |
| Bandera de la República Dominicana                                                                                                 | República Dominicana | Leonel Fernández | | Presidente | |
| Bandera de Uruguay | Uruguay | José Mujica | | Presidente | |
| Bandera de Venezuela | Venezuela | Nicolás Maduro | | Canciller | |

| Predecesor: XIX Cumbre Iberoamericana Estoril 2009 | Cumbre Iberoamericana Mar del Plata 2010 XX edición | Sucesor: XXI Cumbre Iberoamericana Asunción 2011 |